# Bleomicin
Bleomicin je glikopeptidni antibiotik koji proizvodi bakterija Streptomyces verticillus. Bleomicin je familija strukturno srodnih jedinjenja. Kad se koristi kao antikancerni agens, hemoterapeutske forme su prvenstveno bleomicin A2 i B2. On deluju tako što uzrokuje prekidanje DNK. Ovaj lek se koristi za tretiranje Hodžkinovog limfoma (kao komponenta ABVD i BEACOPP režima), karcinoma skvamoznih ćelija, i raka testisa, kao i u tretmanu bradavica tabana i kao sredstvo koje utiče na plevrodezu.

## Literatura
- Claussen, C.A.; Long, E.C. (1999). „Nucleic Acid Recognition by Metal Complexes of Bleomycin”. Chem. Rev. 99 (9): 2797—2816. PMID 11749501. doi:10.1021/cr980449z.
- Shen, B.; Du, L.C.; Sanchez, C.; Edwards, D.J.; Chen, M.; Murrell, J.M. (2001). „The biosynthetic gene cluster for the anticancer drug bleomycin from Streptomyces verticillus ATCC15003 as a model for hybrid peptide-polyketide natural product biosynthesis”. Journal of Industrial Microbiology & Biotechnology. 27 (6): 378—385. PMID 11774003. doi:10.1038/sj.jim.7000194.

## Spoljašnje veze
|  | Molimo Vas, obratite pažnju na važno upozorenje u vezi sa temama iz oblasti medicine (zdravlja). |